# Arctosa sjostedti
Arctosa sjostedti Roewer, 1960 è un ragno appartenente alla famiglia Lycosidae.

## Etimologia
Il nome proprio della specie deriva dal naturalista svedese Bror Yngve Sjöstedt (1866-1948) che raccolse gli esemplari per il museo namibiano di Kibonoto.

## Caratteristiche
Il cefalotorace di colore bruno-rossastro con varie tonalità più o meno chiare.
Le femmine hanno il bodylenght (prosoma + opistosoma) di 5 millimetri (2 + 3).

## Distribuzione
La specie è stata reperita nella Tanzania.

## Tassonomia
L'esemplare noto di questa specie è stato esaminato nell'aprile 1954 a Bruxelles: era etichettato come "voisin stigmosa" e proveniva in prestito dal Museo di Ginevra. Non ne è chiara la provenienza esatta dell'esemplare (genericamente dalla Tanzania), né quando è stato raccolto, ma le analisi effettuate dal descrittore, soprattutto riguardo al pattern oculare, consentono di non attribuirlo ad A. stigmosa e di ascriverlo come specie a sé.
Al 2016 non sono note sottospecie e dal 1983 non sono stati esaminati nuovi esemplari.